# Писаћа машина (ТВ филм)
„Писаћа машина” је југословенски драмски телевизијски филм из 1960. године. Режирао га је Јанез Шенк а сценарио је написан по делу Жан Коктоа.

## Улоге
| Глумац             | Улога |
| ------------------ | ----- |
| Љубомир Богдановић |       |
| Анчка Левар        |       |
| Мата Милошевић     |       |
| Дубравка Перић     |       |
| Зоран Ристановић   |       |
| Руди Алвађ         |       |